# سمير شمعون
سمير شمعون (من مواليد 10 أغسطس 1952) هو فنان ومهندس اتصالات كندي لبناني.

## حياة سابقة
نشأ في مدينة جون في لبنان، والده هو فارس شمعون كان يعمل وسيطاً في مرفأ بيروت ومزارع في بستان زيتون، تزوج والده فارس ووالدته «ماري بوشروش» لمدة 65 عامًا حتى وفاتهما في عامي 2008 و 2010. وقد وُلد سمير في واحدة من عائلات جون البارزة، وهو ثالث طفل من عائلة مكونة من ستة أطفال؛ خمسة أولاد وفتاة واحدة. وفي عام 1976 قُتل شقيقه إلياس في عمر 20 عامًا، خلال الحرب الأهلية اللبنانية.
بدأ شمعون الرسم بالزيوت في سن الثالثة عشر،  وبعد الانتهاء من الدراسة في مدرسة الفنون والآداب في بيروت عام 1969، هاجر إلى مونتريال كيبيك بكندا في عام 1973 وكان عمره حينها 21 عاماً،  وهناك حصل على شهادة البكالوريا في درجة الهندسة في الإلكترونيات في عام 1977، ومن ثم درجة الماجستير في الاتصالات السلكية واللاسلكية من كلية الفنون التطبيقية في مونتريال عام 1978. وفي 1976 أصبح مواطنا كندياً وهناك التقى إيفيت تشارون وتزوجا في 1980.

## عمله
أثناء سعيه للحصول على وظيفة كمهندس اتصالات، والحصول على العديد من براءات الاختراع  لأنظمة البث التلفزيوني عبر الكابل،  استأنف شمعون طلاء الزيت على القماش، وبدأ مهنته كفنان محترف.

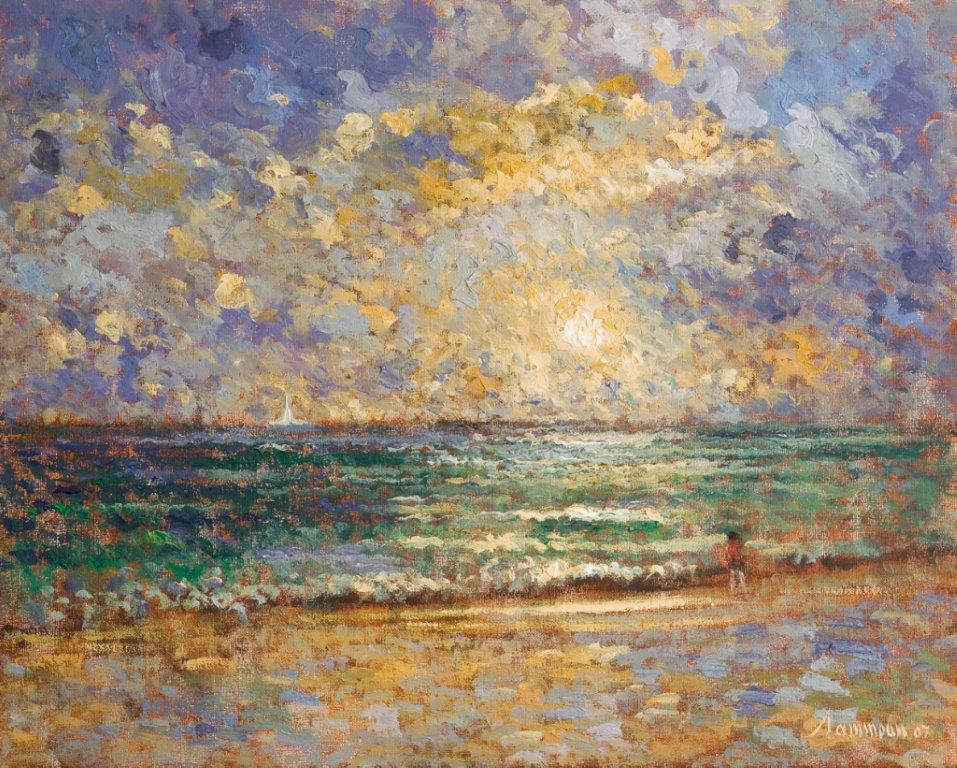
صني آيلز بيتش، فلوريدا بقلم سمير شمعون 24 × 30 زيت أصلي على قماش

في 1988-1992 حصل سمير على ثلاث براءات اختراع للاختراعات الهندسية التي ستمكن مزودي الكابلات من بث واستقبال البيانات عالية السرعة عبر شبكات الكابلات، ومن عام 1990 إلى عام 1995، شغل شمعون منصب نائب رئيس فيديوترون في مونتريال، وبعد ذلك أسس شركته الخاصة SHS Technology. حيث كانت SHS محللًا رائدًا في التقنية التي تدير خدمة Broadband عبر خطوط الكهرباء، والتي تنقل إشارات الإنترنت من وإلى المشتركين في شركات الكهرباء.
وأثناء وجوده في Videotron قام مع زملائه كما وصف في براءة اختراع عام 1990 باختراع «نظام اتصالات كابل يتكون من شبكة نقل ثنائية الاتجاه متصلة بطرف الرأس لنقل الإشارات في اتجاه المصب من طرف الرأس إلى عدد وافر من محطات المشتركين، ونقل البيانات إشارات المنبع إلى مزود الكابل». ويشكل هذا النظام التكنولوجيا الأساسية لمعالجة البيانات التي تنتقل عبر الإنترنت، جنبا إلى جنب مع أنظمة أخرى.

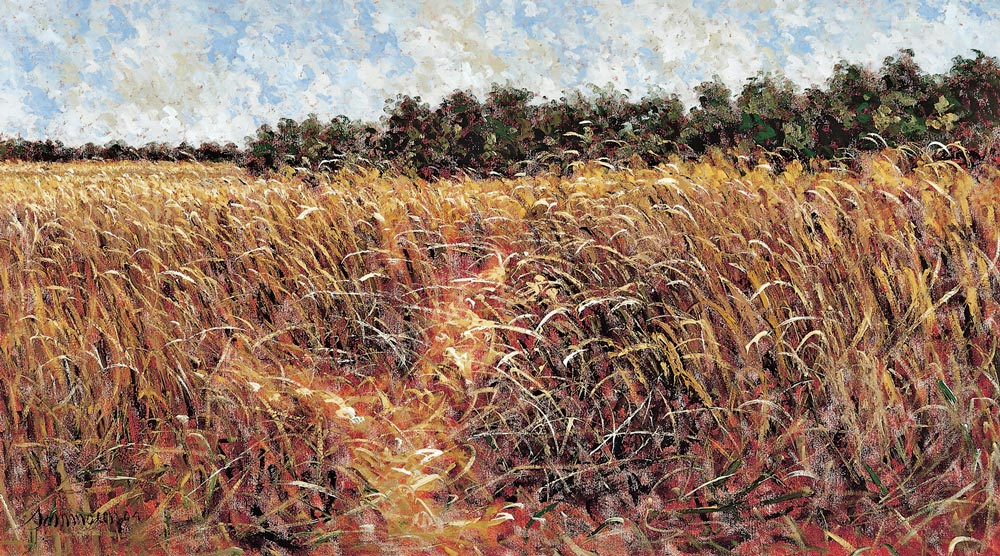
حقل قمح لسمير شمعون زيت أصلي على قماش 40 × 60

في 2003-2004 كان الفنان المميز في برنامج Mountain Lake على قناة بي بي إس.
في عام 2003 تلقى دعوة رسمية لزيارة لبنان من رئيس لبنان إميل لحود، وظهرت زيارته في مقطع على قناة LBC، وقد تم تثبيت لوحة زيتية لبستان في قصر بعبدا في بيروت.

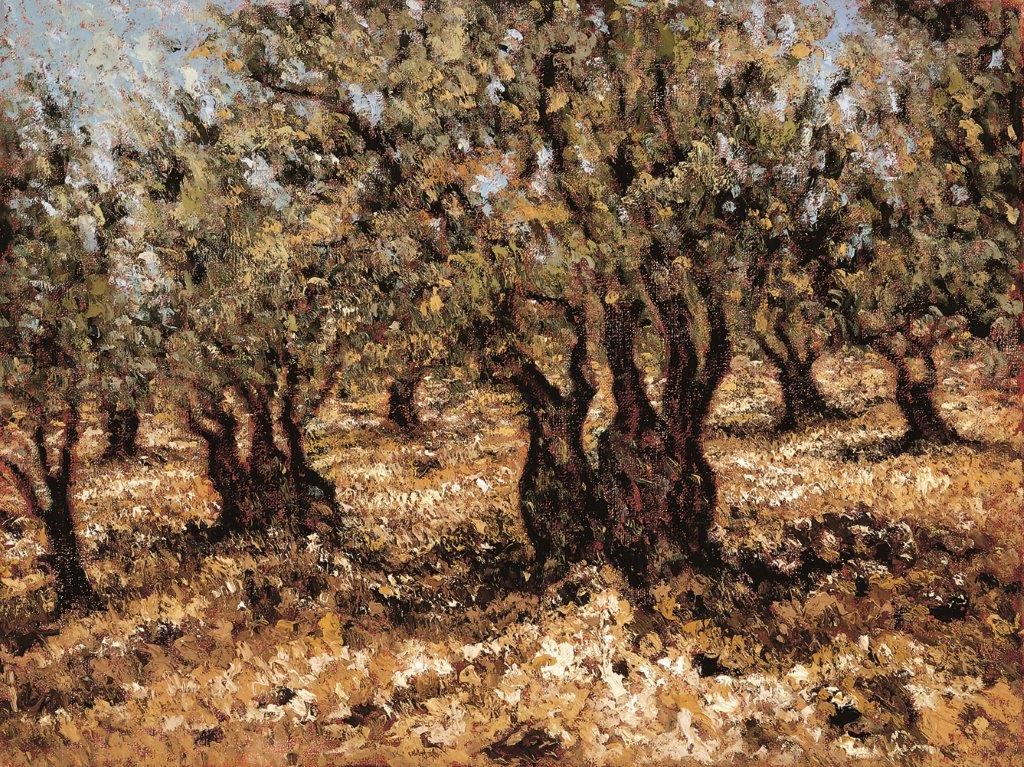
بستان الزيتون في جون، لبنان

أقيم معرض فردي للوحاته في غاليري دي آرت في متحف الفنون الجميلة في مونتريال من أكتوبر إلى ديسمبر 2005، وحضره رئيس وزراء كيبيك جان تشارست وزوجته ميشيل ديون. وقبل ذلك حصل سمير على أثر رجعي في متحف مارك أوريل فورتين في مدينة مونتريال القديمة، كيبيك بكندا.

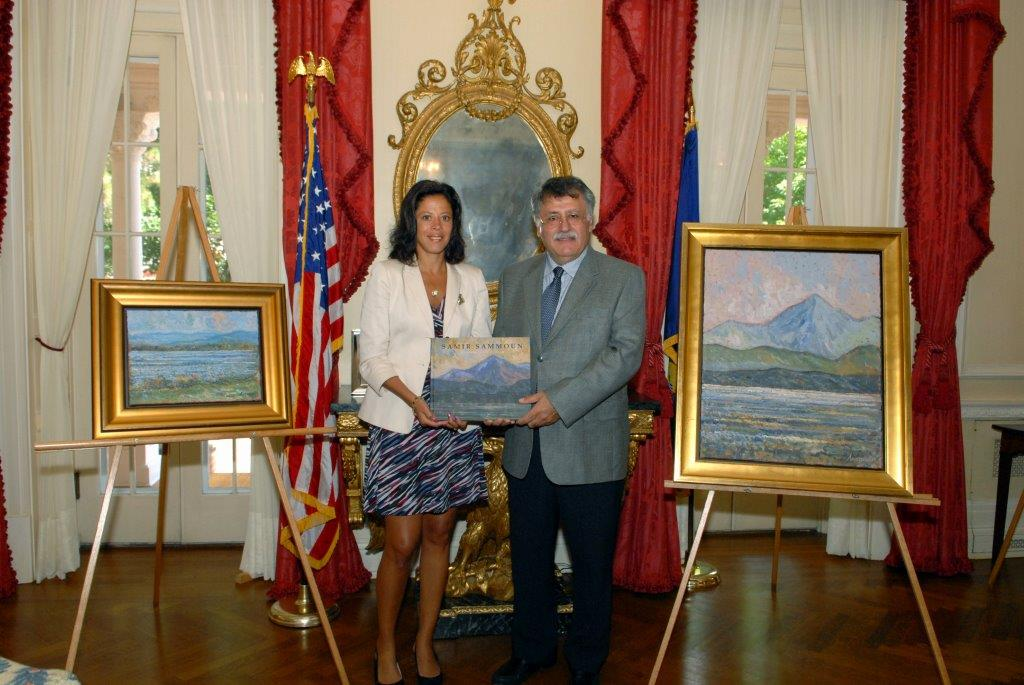
السيدة الأولى لولاية نيويورك ميشيل بايج باترسون مع سمير شمعون في قصر الحاكم

في 2009 أقام عرضاً في متحف الفنون بجامعة بلاتسبيرج الحكومية في بلاتسبورغ بنيويورك لإنشاء سلسلة من 18 لوحة زيتية احتفالا بالذكرى السنوية الـ 400 الاكتشاف الأوروبي لبحيرة شامبلين،  وقد تم عرض اللوحات في المتحف من مايو إلى يوليو 2009، وظهرت في بث مباشر على شبكة فوكس التلفزيونية؛ وبعد ذلك تم عرض لوحتان منها في قصر الحاكم في ألباني لمدة عام بناءً على طلب السيدة الأولى في نيويورك ميشيل بايج باترسون ‏. وبعض منها وضعت في متحف بلاتسبرج الحكومي للفنون، وأخرى في المجموعات الدائمة لمتحف صموئيل دي شامبلين.
تم الحصول على ثلاث من لوحاته في عام 2011 من قبل الصندوق العربي للتنمية الاقتصادية والاجتماعية (AFESD) في الكويت لجمعها الدائم.

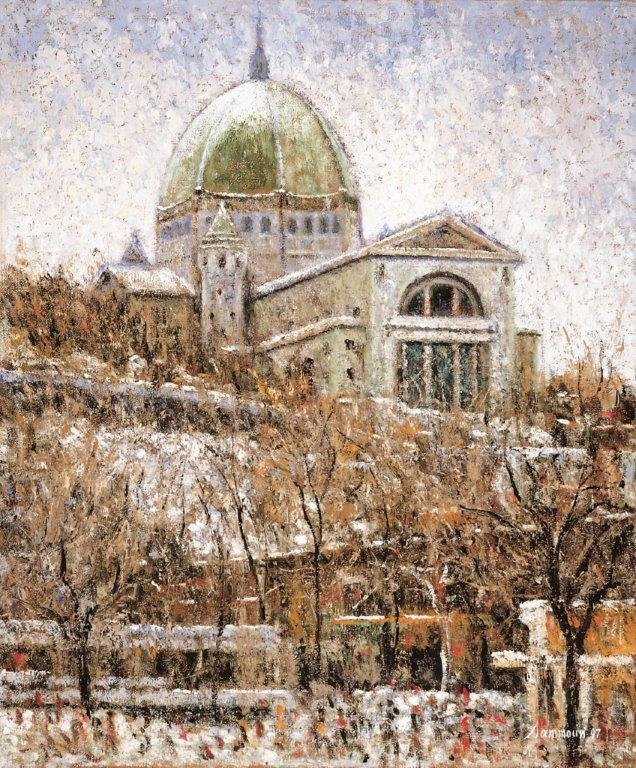
خطابة القديس يوسف لسمير سمعون

## أعماله
عمل شمعون في سلسلة من الصور من لوحة واحدة، وهو يعمل بالزيوت على قماش الجوت والكتان ويطبق كمية كبيرة من الثمار، يتم إنشاؤها في رشقات نارية عاطفية سريعة من الطاقة، قال منتقدون مثل نويل ماير منمجلة ماغازين آرت: "يحاول شمعون أن يشعر جمهوره بالرياح التي تهب من خلال الأشجار والحرارة في الهواء وألوان السماء. وقال محرر فيكتور فوربس لمجلة فاين آرت إن "استثمار سامون العاطفي في كل عمل واضح في كل قماش".
كانت لوحات سمير في معرض جماعي في 2012 «وجهة نظر وآراء».

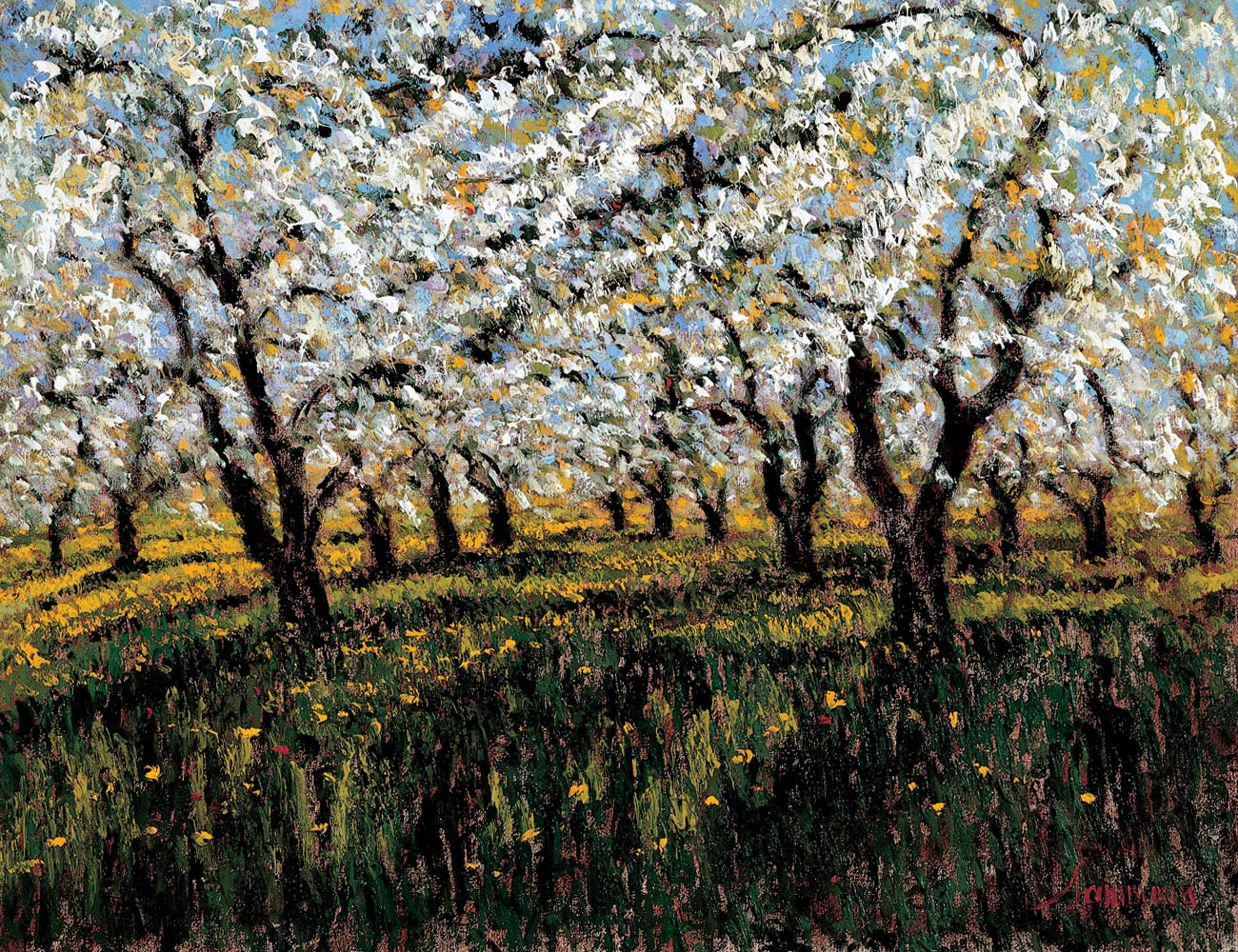
أزهار التفاح من سمير شمعون 24x30 Original on Canvas

## الحياة الشخصية
مع إخوته في لبنان هو اليوم صاحب بستان زيتون بالقرب من مسقط رأسه في جون ينتج زيوت زيتون بكر.

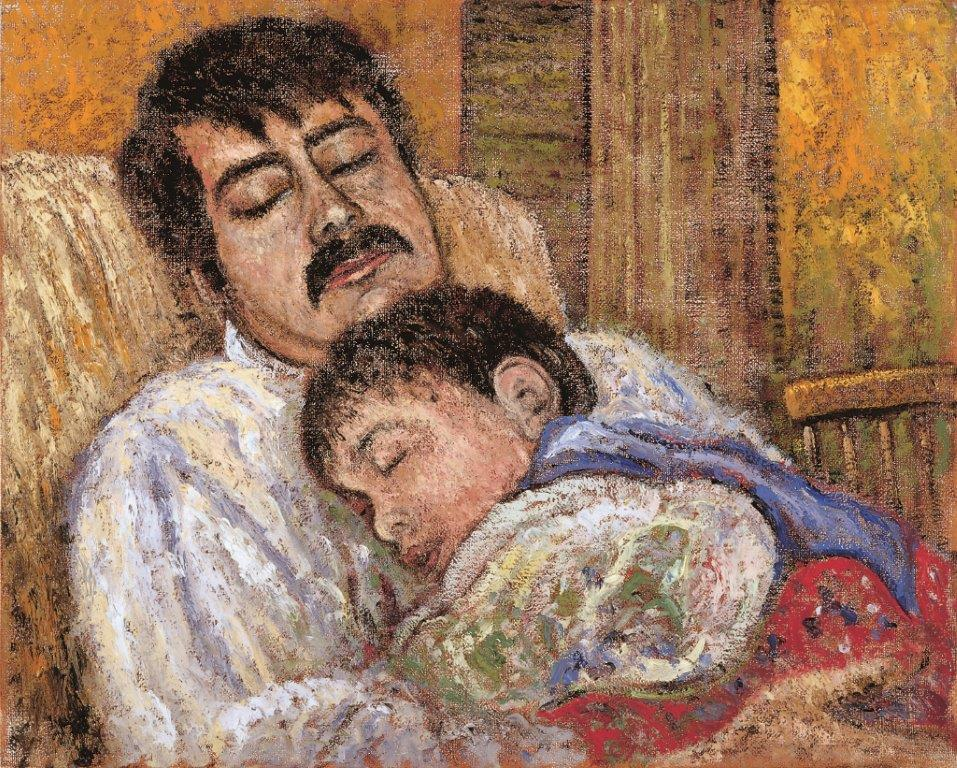
صورة سمير سامون مع ابنه الصغير

يعتبر سمير ناشط في العديد من المنظمات الخيرية بما في ذلك «مستشفى سانت جوستين في مونتريال» والبعثة الطبية للأطفال في بوسطن، وفي عام 2012 التقى شمعون مع الكاردينال بشارة بطرس الراعي بطريرك الكنيسة الكاثوليكية المارونية خلال زيارته لمونتريال؛ وقدم له لوحة زيتية ليتم وضعها في بكركي، في مدينة جونيه الساحلية التاريخية لبنان.

## معارض المتحف

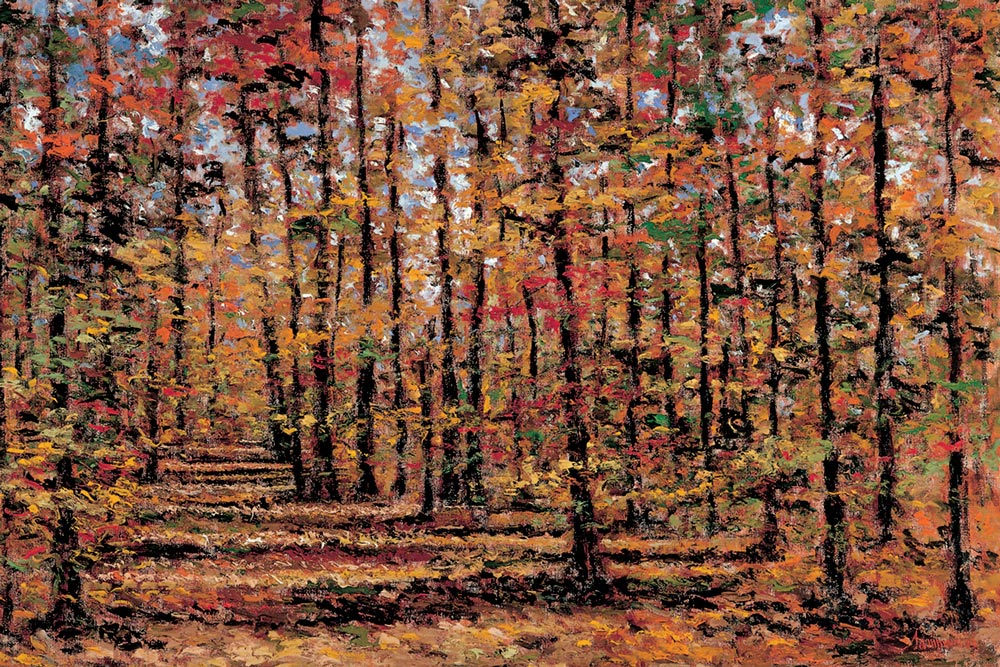
المشي مع العمالقة بواسطة سمير شمعون 40 × 60 زيت أصلي على قماش

- متحف بوسطن للفنون الجميلة، مشروع «أعطوا الفنون فرصة»، 2014، 2012، 2011 [12][13]
- متحف جامعة بلاتسبرج للفنون، بلاتسبورج، نيويورك، 2009
- متحف لاتينو للفنون، بومونا، كاليفورنيا، 2008
- متحف مونتريال للفنون الجميلة، معرض الفنون، كيبيك نوفمبر - ديسمبر 2005
- بأثر رجعي في متحف مارك أوريل فورتين، مونتريال، نوفمبر 2003 إلى يناير 2004
- متحف مكورد، مونتريال، معرض جماعي 2002
- مجموعة دائمة من متحف الفن اللاتيني، بومونا، كاليفورنيا
- مجموعة دائمة من متحف الفنون بجامعة بلاتسبيرج، بلاتسبورج، نيويورك
- مجموعة دائمة من متحف شامبلين، بحيرة شامبلين، نيويورك
- متحف مجموعة سانت جوزيف الشفهي الدائم، مونتريال، كيبيك، كندا
- المجموعة الدائمة لمتحف الصندوق العربي للتنمية الاقتصادية والاجتماعية، الكويت

## المنشورات
- متحف بوسطن للفنون الجميلة «أعطوا فرصة للفنون» كتالوج 2011، 2012
- مجلة فاين آرت، سمير سامون في مونتريال، توجيه فان جوخ، فيكتور فوربس، شتاء 2006
- متحف الفنون الجميلة في مونتريال - جاليري دي آرت كتالوج. مقدمة ميشيل ديون، سيدة كيبيك الأولى. 2005
- مجلة فاين آرت، سمير سامون حقول الإيمان، بساتين الامتنان، فيكتور فوربس، ربيع 2004
- مجلة فاين آرت، سمير سامون يسير مع العمالقة، فيكتور فوربس، ربيع 2003
- متحف متحف مارك أوريل فورتين "Sammoun au Musée Marc-Auréle Fortin" 2003
- ماجازينارت، أكتوبر 2000: سمير شمعون، الفنان بينتر دي غراندي كلاسي
- سمير شمعون، أرتيست بينتر دي كلاس إنترناشونال، بيير هـ. سافيجناك، 1996
- مكتبة كندا الوطنية، 1993
- Bibliothèque Nationale du Québec، 1992

## المعارض الفردية
- غاليري دورسي، بوسطن، ماساتشوستس، 2012، 2011، 2010، 2009، 2007، 2006، 2005
- Onessimo Fine Art فبراير 2013.
- معرض دوجلاس ألبرت، كلية الدولة، بنسلفانيا، 2009
- معرض تشاسن، ريتشموند، فرجينيا، 2009، 2005، 2004، 2003، 2002،
- متحف لاتينو للفنون، بومونا، كاليفورنيا، 2008
- جيه آر موني جاليري، سان أنطونيو، تكساس، 2007، 2004
- معرض، معرض فنون متحف مونتريال للفنون الجميلة، 2007
- Artagraphix، قرية ويستليك، كاليفورنيا 2005، 2002
- معرض رجولي رجعي في متحف مارك أوريل فورتين، مونتريال، 2003 إلى 2004
- Salon des Galeries d'Art، مونتريال، 2000
- غاليري كليمانتيريس، مونتريال، كيبيك، 1997
- Salon des Galeries d'Art، Place Bonaventure، Montréal، Québec، 1995
- غاليري سنتر ديرت مونتيك، مونتريال، كيبيك، 1994

## المعارض الجماعية
- مجوهرات بالم بيتش، معرض الفنون والتحف، فبراير 2013.
- معرض الفن، نيويورك، 2013، 2012، 2011، 2010، 2009، 2008، 2007، 2006، 2005، 2004، 2003، 2002، 2001، 2000، 1999، 1998، 1997، 1996.
- جاليري دورساي "View Points & Vistas" 2012 [11]
- معرض الفن ميامي، 2013
- لو بالكون دارت، مونتريال، كيبيك، 2012
- Off the Wall Gallery، هيوستن، تكساس، 2012
- Gallery D'May، كايب ماي، نيو جيرسي، 2011
- ريد دوت ميامي، 2011
- مجلس مدينة مونتريال، يونيو 2005
- معرض فنون التراث الكندي، 2004
- معرض بالم سبرينجز، بالم سبرينجز، كاليفورنيا، 2003
- متحف بلاتسبرج الحكومي للفنون، 2002
- متحف مكورد، مونتريال، 2002
- معرض الديكور، أتلانتا، جورجيا، 2002
- إصدارات جامعي، معرض نيويورك للفن، 2002، 2001
- كازا، لونغويل، كيبيك، 1999
- Galeries Ozias Leduc، مونتريال، 1998
- CAPI، البندقية، إيطاليا، 1993
- CAPSQ، دورفال، كيبيك، 1992

## مجموعات الشركات والعامة
- حكومة كيبيك، مكاتب رئيس الوزراء: مدينة كيبيك، كيبيك
- قصر بعبدا، القصر الرئاسي: بيروت، لبنان
- مدينة بلاتسبرج، نيويورك: مكتب العمدة
- متحف سانت جوزيف التذكاري: مونتريال، كيبيك
- Vidéotron: كندا
- مختبرات ايرست: مونتريال، كيبيك
- أوركسترا متروبوليتان: مونتريال، كيبيك
- شركة نوفارتيس فارما كندا: مونتريال، كيبيك
- سوابي أوجيلفي، رينو: مونتريال، كيبيك
- بكركي، البطريركية المارونية الكاثوليكية، جونية، لبنان
- فندق دلتا: مونتريال، كيبيك
- شركة IBM: مونتريال، كيبيك
- شركة كوكا كولا: المقر الرئيسي، سان أنطونيو، تكساس
- الصندوق العربي للتنمية الاقتصادية والاجتماعية (AFESD)
- DataPoint Capital، بوسطن، ماساتشوستس

أيضا في مجموعات خاصة في الولايات المتحدة وكندا والمكسيك وفرنسا وإنجلترا.

### وصلات خارجية
- Press Republican.com
- SUNY Plattsburgh news
- Samir Sammoun Official Website
- Plattsburgh State Art Museum "Views of Lake Champlain" Samir Sammoun
- Gallerie d'Orsay Group Exhibition Viewpoints & Vistas – Pissarro, Rembrandt, Whistler , Sammoun
  - اضغط على Republican.com
  - جامعة ولاية نيويورك بلاتسبرج الأخبار
  - الموقع الرسمي لـ سمير شمعون
  - متحف بلاتسبرج الحكومي للفنون «مناظر لبحيرة شامبلين» سمير سمعون
  - مجموعة معارض جاليري دورساي وجهات نظر ووجهات نظر - بيسارو، رامبرانت، ويسلر، سامون